# Rosenborg Ballklub 2014
Questa voce raccoglie le informazioni riguardanti il Rosenborg Ballklub nelle competizioni ufficiali della stagione 2014.

## Stagione
Il 21 luglio, Per Joar Hansen venne esonerato, a causa dei risultati reputati non all'altezza dai dirigenti del Rosenborg. Lo stesso giorno, Kåre Ingebrigtsen fu scelto al suo posto. Il club, sotto la guida tecnica di Hansen prima e di Ingebrigtsen poi ha raggiunto il secondo posto in campionato, qualificandosi in Europa League. In Coppa di Norvegia il club, dopo aver eliminato l'Orkla e il Kolstad, è stato eliminato nel terzo turno dal Ranheim. In Europa League il club ha superato i primi due turni di qualificazione (rispettivamente contro Jelgava e Sligo Rovers), per poi essere eliminato nel terzo turno di qualificazione dal Karabükspor.

## Maglie e sponsor
Lo sponsor tecnico per la stagione 2014 fu Adidas, mentre lo sponsor ufficiale fu REMA 1000. La divisa casalinga era composta da una maglietta bianca con inserti nero e oro, pantaloncini neri e calzettoni bianchi. Quella da trasferta era invece composta da una maglietta nera con inserti bianchi e oro, pantaloncini bianchi e calzettoni neri.
| Casa | Trasferta |

## Calciomercato

### Sessione invernale(dal 01/01 al 31/03)
| Arrivi           | Arrivi                | Arrivi           | Arrivi        |
| R.               | Nome                  | da               | Modalità      |
| ---------------- | --------------------- | ---------------- | ------------- |
| P                | Lars Stubhaug         |                  | svincolato    |
| C                | Morten Gamst Pedersen | Karabükspor      | definitivo    |
| C                | Bent Sørmo            | Levanger         | definitivo    |
| A                | Riku Riski            | Hønefoss         | definitivo    |
| Altre operazioni |                       |                  |               |
| R.               | Nome                  | da               | Modalità      |
| C                | Jaime Alas            | S.J. Earthquakes | fine prestito |

| Partenze | Partenze           | Partenze         | Partenze   |
| R.       | Nome               | a                | Modalità   |
| -------- | ------------------ | ---------------- | ---------- |
| P        | Mathias Hybertsen  | Kolstad          | definitivo |
| D        | Jon Inge Høiland   |                  | svincolato |
| D        | Aleksander Foosnæs | Ranheim          | definitivo |
| D        | Brede Moe          | Bodø/Glimt       | prestito   |
| C        | Jaime Alas         | Ballenas Galeana | prestito   |
| C        | Fredrik Midtsjø    | Sandnes Ulf      | prestito   |

### Sessione estiva(dal 15/07 all'11/08)
| Arrivi           | Arrivi                | Arrivi           | Arrivi        |
| R.               | Nome                  | da               | Modalità      |
| ---------------- | --------------------- | ---------------- | ------------- |
| D                | Hólmar Örn Eyjólfsson |                  | svincolato    |
| A                | Tomáš Malec           | AS Trenčín       | prestito      |
| Altre operazioni |                       |                  |               |
| R.               | Nome                  | da               | Modalità      |
| C                | Jaime Alas            | Ballenas Galeana | fine prestito |

| Partenze | Partenze            | Partenze      | Partenze   |
| R.       | Nome                | a             | Modalità   |
| -------- | ------------------- | ------------- | ---------- |
| D        | Cristian Gamboa     | West Bromwich | definitivo |
| C        | Jaime Alas          | FAS           | definitivo |
| C        | Daniel Berntsen     | Bodø/Glimt    | prestito   |
| C        | John Chibuike       | Gaziantepspor | definitivo |
| A        | Nicki Bille Nielsen | Évian TG      | definitivo |

## Risultati

### Eliteserien

#### Girone di andata
| Arbitro: | Skjerven (Kaupanger) |

|                         |           |                     |
| Diskerud 64’ Dorsin 68’ | Marcatori | 87’, 90’ Böðvarsson |

| Arbitro: | Sandmoen (Kjelsås) |

|                 |           |           |
| Orry Larsen 56’ | Marcatori | 75’ Riski |

| Arbitro: | Moen (Haugesund) |

|                                 |           |  |
| Strandberg 4’ Bille Nielsen 90’ | Marcatori |  |

| Arbitro: | Kjensli (Oslo) |

|                     |           |                                  |
| Laajab 7’ Olsen 81’ | Marcatori | 12’ Gamst Pedersen 63’ Søderlund |

| Arbitro: | Edvartsen (Hamar) |

|                                                                                       |           |                  |
| Reginiussen 19’ Svensson 28’ Jensen 64’ Søderlund 77’ (rig.) Bille Nielsen 89’ (rig.) | Marcatori | 14’, 60’ Skaanes |

| Arbitro: | Berntsen (Vang) |

|         |           |                               |
| Otoo 7’ | Marcatori | 28’ Reginiussen 53’ Søderlund |

| Arbitro: | Hansen (Feda) |

|  |           |                         |
|  | Marcatori | 30’ Gulbrandsen 87’ Flo |

| Arbitro: | Hobber Nilsen (Oslo) |

|  |           |                                     |
|  | Marcatori | 1’ (aut.) Halldórsson 61’ Mikkelsen |

| Arbitro: | Staberg (Harstad) |

|                 |           |                                |
| Reginiussen 52’ | Marcatori | 26’ Brustad 73’ Kassi 79’ Boli |

| Arbitro: | Sandmoen (Kjelsås) |

|             |           |              |
| Tokstad 68’ | Marcatori | 29’ Svensson |

| Arbitro: | Johnsen (Tønsberg) |

|           |           |                   |
| Sørum 52’ | Marcatori | 57’ Bille Nielsen |

| Arbitro: | Skjerven (Kaupanger) |

|                                    |           |           |
| Selnæs 38’ Mikkelsen 72’ Riski 74’ | Marcatori | 55’ Kippe |

| Arbitro: | Sandmoen (Kjelsås) |

|                     |           |                                   |
| Castro 60’ Hoff 90’ | Marcatori | 20’, 53’ Søderlund 36’, 87’ Riski |

| Arbitro: | Johnsen (Tønsberg) |

|                                                           |           |                           |
| Jensen 4’, 75’ Søderlund 11’ Riski 78’ Gamst Pedersen 82’ | Marcatori | 51’, 66’ Gytkjær 62’ Sema |

| Arbitro: | Hagen (Grue) |

|                         |           |                              |
| Berre 57’ Grindheim 75’ | Marcatori | 5’ Søderlund 41’ Reginiussen |

#### Girone di ritorno
| Arbitro: | Edvartsen (Hamar) |

|                      |           |  |
| Søderlund 24’ (rig.) | Marcatori |  |

| Arbitro: | Moen (Haugesund) |

|                                |           |                    |
| Moström 4’ Chima 55’ Singh 63’ | Marcatori | 75’ Gamst Pedersen |

| Arbitro: | Hagen (Grue) |

|                                              |           |           |
| Boli 23’ Brustad 38’, 84’ Rønning 45’ (aut.) | Marcatori | 57’ Riski |

| Arbitro: | Rafiq (Oslo) |

|                                 |           |                         |
| Diskerud 29’ Søderlund 43’, 83’ | Marcatori | 17’ Asante 26’ Børufsen |

| Arbitro: | Berntsen (Vang) |

|                                     |           |               |
| Mojsov 26’ Skaanes 29’ Pedersen 61’ | Marcatori | 60’ Søderlund |

| Arbitro: | Staberg (Harstad) |

|                    |           |  |
| Søderlund 29’, 80’ | Marcatori |  |

| Arbitro: | Johnsen (Tønsberg) |

|              |           |                         |
| Skogseid 76’ | Marcatori | 13’ Skjelvik 34’ Jensen |

| Arbitro: | Edvartsen (Hamar) |

|                                        |           |                        |
| Riski 66’ Helland 74’ (rig.) Malec 90’ | Marcatori | 51’ (aut.) Reginiussen |

| Arbitro: | Rafiq (Oslo) |

|                      |           |           |
| Bamberg 22’ Sema 25’ | Marcatori | 80’ Malec |

| Arbitro: | Døvle (Larvik) |

|                                    |           |  |
| Jensen 6’ Eyjólfsson 42’ Malec 49’ | Marcatori |  |

| Arbitro: | Hagen (Grue) |

|  |           |                        |
|  | Marcatori | 68’ Helland 89’ Jensen |

| Arbitro: | Moen (Haugesund) |

|                                  |           |                                |
| Helland 26’ Dorsin 45’ Malec 75’ | Marcatori | 10’ Kjartansson 19’ Gunnarsson |

| Arbitro: | Rafiq (Oslo) |

|                                      |           |                      |
| Jensen 35’ Helland 44’ Mikkelsen 58’ | Marcatori | 79’ Berget Skjølsvik |

| Arbitro: | Moen (Haugesund) |

|  |           |              |
|  | Marcatori | 50’ Skjelvik |

| Arbitro: | Hansen (Feda) |

|                                      |           |            |
| Dorsin 38’ Jensen 77’, 86’ Riski 90’ | Marcatori | 13’ Kovács |

### Norgesmesterskapet
| Arbitro: | Følstad Skarsem (Trondheim) |

|  |           |                                             |
|  | Marcatori | 14’ Mikkelsen 80’ Reginiussen 86’ Søderlund |

| Arbitro: | Eggen |

|                         |           |                                                                               |
| Bjerkan 47’ Mosbakk 76’ | Marcatori | 24’, 34’, 49’, 84’ Chibuike 26’, 31’, 39’, 51’ Bille Nielsen 59’, 65’ Helland |

| Arbitro: | Staberg (Harstad) |

|                                                   |           |                                 |
| Gamst Pedersen 40’ Bille Nielsen 44’ Svensson 98’ | Marcatori | 59’ Åsen 81’ Aas 101’, 107’ Bye |

### Europa League
| Arbitro: | Jaccottet |

|                                                         |           |  |
| Gamst Pedersen 23’ Søderlund 44’, 54’ (rig.) Jensen 73’ | Marcatori |  |

| Arbitro: | Beaton |

|  |           |                         |
|  | Marcatori | 30’ Jensen 73’ Diskerud |

| Arbitro: | Tykgaard |

|                   |           |                     |
| Rogers 81’ (aut.) | Marcatori | 56’ Keane 70’ North |

| Arbitro: | Lambrechts |

|           |           |                             |
| North 13’ | Marcatori | 16’ Helland 48’, 64’ Jensen |

| Karabük 31 luglio 2014, ore 20:00 Terzo turno di qualificazione Andata | Karabükspor | 0 – 0 referto | Rosenborg | Necmettin Şeyhoğlu Stadı (4.360 spett.)\| Arbitro: \| Kovařik \| |
| Arbitro:                                                               | Kovařik     |               |           |                                                                  |

| Arbitro: | Kovács |

|            |           |           |
| Helland 8’ | Marcatori | 35’ Hakan |